# Filologitscheskije Sapiski

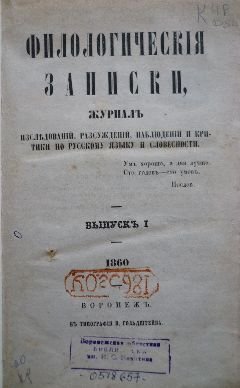
Die erste Seite der ersten Ausgabe (1860)

Die philologischen Notizen (russisch Филологические Записки; Originalschreibung des Titels in der Schreibung vor der Rechtschreibreform von 1918 Филологическiя записки; originale wissenschaftliche Transkription nach DIN Filologičeskija zapiski) war eine russische Zeitschrift für Philologie, die in Woronesch von 1860 bis 1917 von Alexei Chowanski herausgegeben wurde. Sie erschien zweimonatlich.
Die Zeitschrift befasste sich mit Themen über Forschung und Entwicklung von Sprache und Literatur im Allgemeinen und vergleichender Sprachwissenschaft, Russischer Sprache und Literatur im Besonderen sowie mit slawischen Dialekten. In der Zeitschrift wurden Artikel der europäischen Philologen Max Müller, Ernest Renan, Georg Curtius, August Schleicher, Karl Becker, Karl Heyse, Hippolyte Taine, außerdem Werke der antiken Autoren Euripides, Lukian, Horaz, Cicero und Vergil abgedruckt.
Mitarbeiter Chowanskis waren unter anderem:
- Alexander Nikolajewitsch Afanassjew
- Fjodor Buslajew
- Jan Baudouin de Courtenay
- Jakow Grot
- Alexander Wesselowski
- Wladimir Iwanowitsch Dal
- Ljuben Karawelow
- Ismail Sresnewski

Im 19. Jahrhundert war das Magazin nicht nur in Russland, sondern auch an den europäischen Universitäten und in den USA geschätzt. Bis zur Gründung des Russischen Philologischen Bulletins 1879 in Warschau blieb die Zeitschrift die einzige Fachzeitschrift, die Probleme der Philologie und der Didaktik der Russischen Sprache und Literatur gewidmet war.
Gegründet von Alexei Chowanski im Jahre 1860, wurde die Zeitschrift regelmäßig bis 1917 publiziert. Vergleichende Sprachwissenschaft wurde in der Sowjetunion als „bürgerliche Wissenschaft“ abgewertet, Wissenschaftler wurden verfolgt. Die Zeitschrift stellte 1917 das Erscheinen ein. Seit 1993 wird sie von der Fakultät für Philologie der Staatlichen Universität Woronesch wieder herausgegeben.